# Grupno prvenstvo Splitskog nogometnog podsaveza 1965./66.
Grupno prvenstvo Splitskog nogometnog podsaveza je predstavljalo ligu petog ranga nogometnog prvenstva Jugoslavije u sezoni 1965./66. 
 Igrano je u dvije skupine, čiji su prvaci bili Mračaj iz Runovića i Omladinac iz Lastova.

## Prva skupina

### Ljestvica
| mj. | klub               | ut. | pob. | ner. | por. | gol+ | gol- | GR  | bod |
| --- | ------------------ | --- | ---- | ---- | ---- | ---- | ---- | --- | --- |
| 1.  | Mračaj Runovići    | 8   | 6    | 1    | 1    | 27   | 5    | +22 | 13  |
| 2.  | Proleter Dugopolje | 8   | 4    | 2    | 2    | 27   | 9    | +18 | 10  |
| 3.  | Jedinstvo Srinjine | 8   | 4    | 1    | 3    | 14   | 13   | +1  | 9   |
| 4.  | Mosor Žrnovnica    | 8   | 3    | 1    | 4    | 17   | 15   | +2  | 7   |
| 5.  | Seljak Labin       | 8   | 1    | 0    | 7    | 5    | 48   | -43 | 2   |

### Rezultatska križaljka
podebljan rezultat - igrano u prvom dijelu lige (1. – 5. kolo), odnosno prva utakmica između klubova 

rezultat normalne debljine - igrano u drugom dijelu lige (6. – 10. kolo), odnosno druga utakmica između klubova  

 prekrižen rezultat  - poništena ili brisana utakmica 
 
p - utakmica prekinuta 

| kratica | klub               | JED             | MOS | MRA      | PRO | SELJ |
| ------- | ------------------ | --------------- | --- | -------- | --- | ---- |
| JED     | Jedinstvo Srinjine |                 |     | 0:3 p.f. | 2:1 |      |
| MOS     | Mosor Žrnovnica    |                 |     | 2:1      | 2:2 |      |
| MRA     | Mračaj Runovići    | 1:0             | 2:1 |          | 2:0 | 6:1  |
| PRO     | Proleter Dugopolje | 2:0 p, 3:0 p.f. | 5:1 | 1:1      |     | 7:1  |
| SELJ    | Seljak Labin       |                 |     | 0:14     | 0:8 |      |

 Izvori: 

## Druga skupina
Omladinac Lastovo prvak skupine

### Sudionici
- Hajduk Vela Luka
- Hvar
- Jadran Komiža
- Jadran Stari Grad
- Korčula
- Naprijed Vis
- Omladinac Lastovo
- Zmaj Blato